# カルノシン-N-メチルトランスフェラーゼ
カルノシン-N-メチルトランスフェラーゼ (carnosine N-methyltransferase) は、次の化学反応を触媒する酵素である。
S-アデノシル-L-メチオニン + カルノシン {\displaystyle \rightleftharpoons } S-アデノシル-L-ホモシステイン + アンセリン
したがって、この酵素の基質はS-アデノシルメチオニンとカルノシン、生成物はS-アデノシルホモシステインとアンセリンである。
この酵素は転移酵素に属し、特に一炭素基を転移するメチルトランスフェラーゼである。系統名はS-adenosyl-L-methionine:carnosine N-methyltransferaseである。この酵素はヒスチジン代謝に関与する。